# Alberto Valdés Lacarra
Alberto Valdés Lacarra Junior (* 30. November 1950; † 19. Dezember 2020) war ein mexikanischer Springreiter.

## Karriere
Alberto Valdés Lacarra nahm an den Olympischen Sommerspielen 1980 in Moskau teil. Mit seinem Pferd Durlas Eile wurde er im Springreiten-Einzel Elfter und gewann im Mannschaftswettbewerb mit dem mexikanischen Team Bronze.
Sieben Jahre später gewann er bei den Panamerikanischen Spielen in Indianapolis ebenfalls Bronze im Einzel und mit der Mannschaft.
Bei den Olympischen Sommerspielen 1992 in Barcelona belegte er im Springreiten-Einzel den 55. Platz und im Mannschaftswettbewerb sprang Rang 17 heraus.
Sein Vater Alberto Valdés Ramos war ebenfalls Springreiter und wurde 1948 in London mit der mexikanischen Mannschaft Olympiasieger im Springreiten.